# Ямпіль (Краматорський район)
Я́мпіль (МФА: [ˈjɐmpʲiʎ] ( прослухати)) — селище в Україні, в Лиманській міській громаді Краматорського району Донецької області. Населення — 403 мешканці (станом на 2024 рік).

## Історія

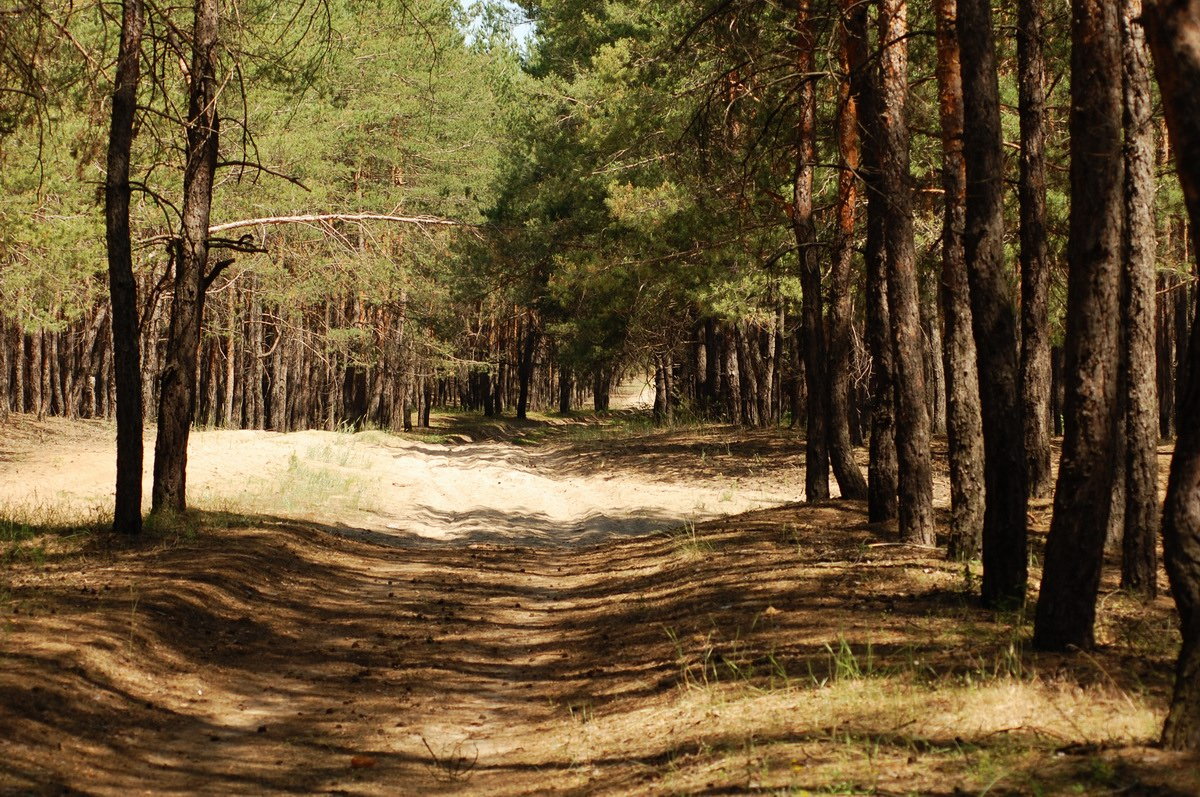
Сосновий ліс у Ямполі

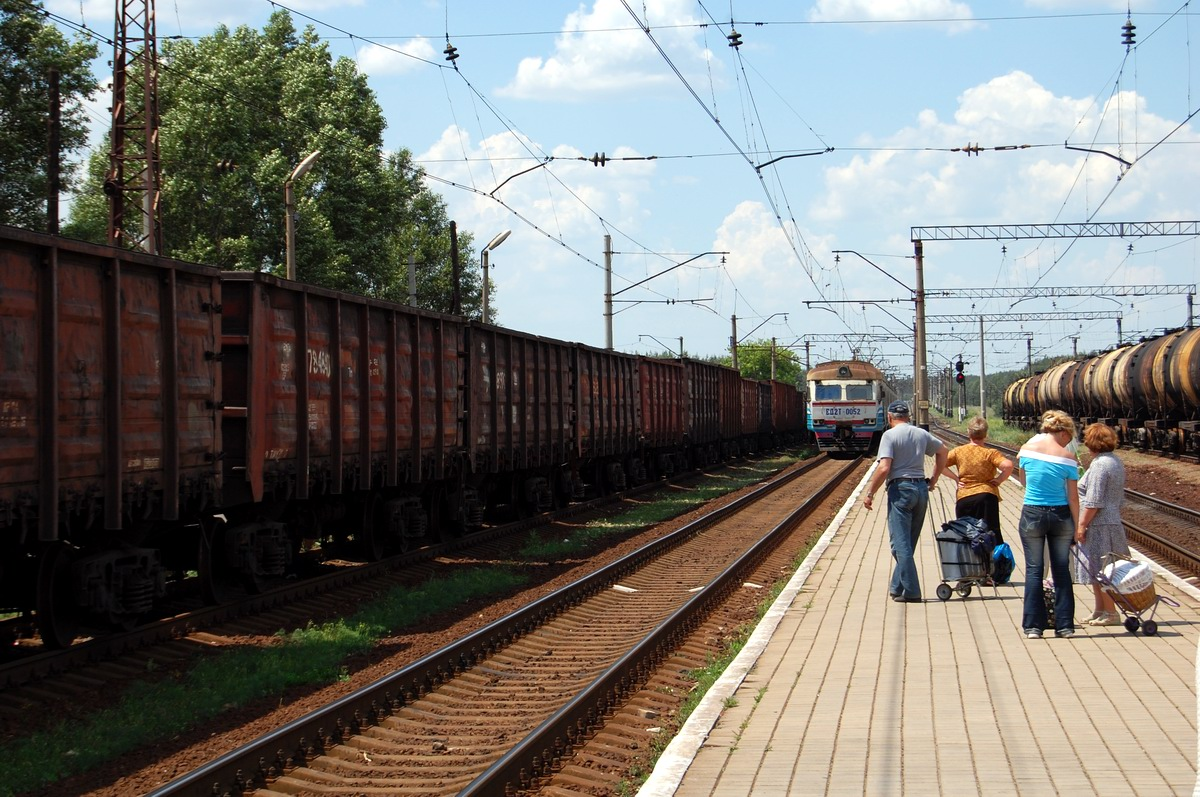
Люди очікують на електричку після полуничного ринку. Залізнична станція Ямпіль

Вперше Ямпіль згадується в історичних документах під 1682 роком, селище міського типу — з 1938.
Згідно актів, землі сучасного Ямполя належали Святогірському монастирю, який заснував під захистом Сухарєва городка, Рєпін юрт та Хрестовський (Райгородок). Ці землі пізніше відійшли до торських та маяцьких козаків.
У грамоті 1704 року мешканці Краснянська та Сухарєва городка, що володіли землями вгору по Донцю, зазначають, що по урочищу Рєпіну яму, де вже посилилися козаки Ізюмського полку, з села Ямполя.
У грамоті 1704 року вказано, що згідно дослідженню проведеному у 1703 році, у селі Ямпіль, Ізюмського козацького полку, налічувалося 117 козацьких дворів. У тому селі зведена каплиця та молитовний дім. Також є можливість сказати, що на той час головував у селі отаман Павло Рубан.
У 1712 році Ямполю було надано значення форпосту, звідкіля російські імперські драгуни повинні були охороняти торські бахмутські соляні заводи.
У 1718 році село постраждало від чуми, самі мешканці, очолювані ямпольським священиком Максимом, зверталися до монахів Святогірського монастирю.
У 20-х роках XVIII століття внаслідок розливів Донця які завдавали великої шкоди ямпольцям, село було перенесено на височину (недалеко від колишнього місця). Нове місце навіть у 1729 році, носило назву «Старе селище», так як раніше на цьому місці розміщувався монастир Рєпін юрт.
У 1729 році у Ямполі було побудовано фортецю, з пороховим льохом та гарматами. Але за часів царювання Катерини II ця фортеця була знищена, а при вступі на престол імператора Олександра І (1801 рік), гармати та інші військові приналежності були вивезені з Ямполю.
Після скасування полкового устрою Слобідської України у 1765 році та утворення Слобідсько-Української губернії, Ямпіль, входив до Ізюмського повіту цієї губернії.
Холера 1831 року, майже оминула село, забравши всього п'ять життів. У 1833 році відбувся великий неврожай хліба, що привело до голоду серед мешканців села. Холера 1847 та 1848 років забрала 26 життів. У 1848 році, внаслідок падежу худоби, впало господарство у Ямполі. Цинга 1849 року, також обминула село. Померло п'ятеро людей, але не місцевих, а сторонніх.
У 1911 році було відкрито рух поїздів Північно-Донецькою залізницею на дільниці Льгов - Родакове. У джерелах за 1914–1916 роки на Північно-Донецькій залізниці вказано роз'їзд 409 версти Ямпіль у районі населених пунктів Ямпіль і Михайлівський, де вже зупинялися товаро-пасажирські поїзди № 11/12 Льгов - Микитівка і № 5/6 Льгов – Лиха. 

### Російсько-українська війна
Під час війни на сході України при проведенні зачистки та блокування у селищі Ямпіль з вечора 19 червня на ніч 20 червня 2014 року загинули 8 українських військовиків переважно 24-ї механізованої бригади, близько 30 військовиків зазнали поранень.
Під час повномасштабного вторгнення Росії в Україну 29 квітня ворожим військам вдалося захопити Ямпіль. Утім українські збройні сили звільнили селище 30 вересня 2022.
Загинули в боях за місто
- Білевич Ігор Володимирович (1971—2022) — український майстер-різьбяр на дереві і педагог, сержант Збройних Сил України, учасник російсько-української війни, що загинув 29 вересня 2022 року в ході російського вторгнення в Україну в 2022 році, Заслужений майстер народної творчості України (2017), доцент (2018).

## Релігія
У 1704 року вказується, що у селі була капличка, та молитовний дім. Чи була церква у Рєпіному юрті (куди пізніше було переміщено село) невідомо, але як зазначає  Гумілевський Д. Г. (Філарет), скоріше за все там була каплиця.
У 1718 році, в селі вже був свій священник на ім'я Максим.
Наказом від 1724 року у Ямполі було дозволено побудувати Миколаївську церков. Чи була до того церква у селі, чи парафіяни задовольнялися каплицею зі священиком невідомо.
У 1725 році, у Ямполі вже був свій, Миколаївський храм, у священики якого був посвячений, на прохання парафіян, Афанасій Павлов (у 1744 році перейшов до Хотмижського монастирю.
У 1731 році, внаслідок прохання сотника Степана Гуковського зі старшиною, та священника Афанасія Павлова, було дозволено перенести ям польський Миколаївський храм на нове місце, у «Старе селище».
Серед драгунів яких доправляли до Ямполю зі всієї імперії (Філарет називає їх «збродом») поширилося розкольництво. На це видано імператорський указ від 11 серпня 1732 року, яким наказувалося розшукувати розкольників та піддавати суду їх приховувачів. В відповідь на це, 17 лютого 1733 року, священик Афанасій, відповідав, що у селі налічується 13 розкольницьких родин. Консисторія вимагала, доставити розкольників для розслідування. Розкол зостався на місці, але вже у 1858 році, розкольників у Ямполі не було.
У 1733 році до храму Святого Миколая у Ямполі було видано архієпископом Досифієм антимінс.
З 1745 року, священником став Яків Лучинський.
У 1798 році, було побудовано новий храм, замість старого. Іконостас, та інші речі поступили з попереднього храму.
Ямпіль відносився до Харківської єпархії і входив до четвертого округу Ізюмського повіту.
У 1871 р. дерев'яний храм Святого Миколая було поновлено.

## Економіка
Більшість населення працює на заводах міста Лиман.
Ямпіль відомий в регіоні як місце, де масово вирощують полуницю, адже клімат і піщані ґрунти є найсприятливішими для цієї ягоди. В сезон за нею з'їжджаються перекупники з навколишніх міст та районів, які потім реалізують її в Бахмуті, Лимані, Соледарі та ін. Впритул до станції підходить великий сосновий ліс лиманського лісництва, який простягається від Лиману через Ямпіль до наступної залізничної станції 438 км.

## Населення
Згідно з переписом 1762 року у селі налічувалося 350 мешканців чоловічої статі.
У 1750 році було 450 чоловіків та 405 жінок.
У 1790 році було 1364 чоловіків та 1475 жінок.
У 1810 році було 1710 чоловіків та 1733 жінок.
У 1830 році було 1090 чоловіків та 1200 жінок.
У 1850 році було 1170 чоловіків та 1248 жінок.
У 1970 році було 3100 мешканців.
У 2001 році було 2302 мешканців.

### Мова
Розподіл населення за рідною мовою за даними перепису 2001 року:
| Мова            | Кількість | Відсоток |
| --------------- | --------- | -------- |
| українська      | 2083      | 90.49%   |
| російська       | 213       | 9.24%    |
| білоруська      | 2         | 0.09%    |
| румунська       | 2         | 0.09%    |
| інші/не вказали | 2         | 0.09%    |
| Усього          | 2302      | 100%     |